# Низамов, Рашит Зияфутдинович
Рашит Зияфутдинович Низамов (15 ноября 1935, с.Бишаул-Унгарово Кармаскалинского района БАССР — 9 июня 2018, Уфа) — писатель, журналист, общественный деятель, заслуженный работник культуры Республики Башкортостан, Член Союза писателей. Печатается под псевдонимом Рашит Унгар.

## Биография
Родился 15 ноября 1935 г. в деревне Бишаул-Унгар Кармаскалинского района Республики Башкортостана. Его отец Зияфетдин Низамов ушел на фронт, был артиллеристом-наводчиком, в боях был дважды ранен. С войны он не вернулся, погиб в 1943 году, защищая Родину. Командование части прислало благодарственное письмо в сельский совет, отметив отвагу храброго артиллериста. Мать Гарифа Низамова в 1948 году умерла от тяжелой болезни, оставив Рашита круглым сиротой. Рашит Низамов воспитывался в 5-м детском доме города Уфы, в 1953 г. окончил Уфимскую школу-интернат № 9 (ныне 1-я Башкирская республиканская гимназия — интернат им. Рами Гарипова). В 1953—1958 гг. учился Башкирском Государственном университете на историко-филологическом факультете. В эти годы он активно занимался спортом, был чемпионом Уфы по футболу среди юношей, имел спортивные разряды по бегу на коньках и лыжах, легкоатлетическому многоборью.

### Семья
В жизни Рашита Низамова всегда поддерживала крепкая и дружная семья. Супруга Альбина, отличник народного просвещения, долгие годы работала учителем, преподавала в техникумах. Они вырастили и воспитали двух сыновей, которые нашли свой путь в жизни и являются известными личностями.

## Трудовая деятельность
В 1958—1967 гг. работал старшим переводчиком, специальным корреспондентом газеты «Ленинец». В 1967—1978 гг. работал в редакции газеты «Башкортостан пионеры», с 1978 г. — заведующий отделом перевода газеты «Совет Башкортостана», переводчик журнала «Блокнот агитатора». Член Союза писателей (1981). С 1983 сотрудник журнала «Ваш собеседник». В 1991—2012 — старший литературный консультант Союза писателей Республики Башкортостан.

## Творчество
Первый рассказ Рашита Низамова «Коршун не смог достать» был напечатан в 1964 году в газете «Ленинец». В 1971 году увидела свет первая книга его рассказов под названием «Вера». Его следующая книга «Росопроходцы» была опубликована в 1974 году. Она была признана лучшим изданием для молодежи в республике и выдвинута на Всероссийский конкурс, проходивший под девизом «Серп и молот». По итогам конкурса книга была издана на русском языке в центральном издательстве «Детгиз». В дальнейшем он написал повести «Идущие по росе», «Разведчики», «Имя твое в моих песнях», «Обещание как клятва», десятки рассказов, поднимающих вопросы нравственного воспитания юного поколения. Его произведения рисуют взаимоотношения людей, в них находят отражение первые чувства любви, романтические устремления, творческие искания начинающих самостоятельную трудовую жизнь юных граждан. Роман «Родник сына Тенгри» (1996), повесть «Заветная сабля» и рассказ «Унгарский кустарник» посвящены значимым событиям прошедших десятилетий, во всех этих произведениях присутствует образ исторической памяти, призывающий к бережному отношению к своему прошлому, нравственно-духовным ценностям, заставляющий по-новому оценить окружающий мир природы, красоту родины.
Повесть «Заветная сабля» была признана литературоведами и критиками одной из самых увлекательных и содержательных в башкирской детской литературе. В ней автор очень оригинально, по-своему, осветил события времен Крестьянского восстания под предводительством Емельяна Пугачева и участие в нём башкир.
Заметным событием в культурной жизни стал новый роман «Священный фарман», опубликованный в 2007 году. Рашит Зияфетдинович стал одним из составителей и редакторов сборника «Судьба земли, дыхание времени», посвященного 75-летию Союза писателей Башкортостана.
В 2010—2012 годах издательством «Китап» выпущены избранные сочинения писателя в двух томах. Рашит Низамов является автором более десяти книг, пользующихся успехом читателей. По его сценариям проходили творческие литературные вечера многих известных писателей. Рассказы, отрывки из произведений Рашита Низамова вошли в хрестоматии, школьные учебники по литературе.
Творческий диапазон писателя очень широк. Его произведения посвящены и дошкольникам, и юношеству, и взрослым читателям. У детей пользуются популярностью книги «Тебя ждет Йырлыбаш». Повести «Обещание, как клятва» и «Соседи» увлекательны и занимательны.

## Критика
Известный башкирский поэт Муса Гали высоко ценил творчество писателя: «Рашит, ты меня очень обрадовал своим романом „Родник сына Тенгри“. Ты создал очень своеобразные, великолепные образы, — писал Муса Гали ему в письме. — Каковы Кадербек бей, Нурбулат! Очень женственна Самида. Я восхищаюсь языком твоих произведений. Точно и ярко передаешь душу родного народа».

## Общественная деятельность
Рашит Низамов является активным общественником. Ещё в 1986 году он обратился в ЦК КПСС с письмом-предложением по предупреждению заболевания СПИД. По этому письму Президиум Верховного Совета СССР 25 августа 1987 года принял Указ «О мерах профилактики заражения вирусом СПИД». Позже Правительство СССР выразило письменную благодарность писателю за активную гражданскую позицию. С 1981 года Рашит Низамов является членом Союза писателей Российской Федерации и Республики Башкортостан. Активно сотрудничает с исполкомом Всемирного курултая башкир. Рашит Низамов стал одним из инициаторов проведения первого Всемирного курултая башкир в 1995 году.

## Награды
За творческие успехи Рашиту Низамову было присвоено высокое звание «Заслуженный работник культуры Республики Башкортостан». Он награждался Почетной грамотой Республики Башкортостан, почетными грамотами ЦК ВЛКСМ, Башкирского обкома ВЛКСМ, исполкома Всемирного курултая башкир. В 2011 году писатель был отмечен Знаком отличия «За самоотверженный труд в Республике Башкортостан». Является лауреатом литературной премии имени Гали Сокроя.